# Alix Bancourt
Alix Bancourt (Alix Marie Sabine Bancourt) est une blogueuse française originaire de Paris, qui fait « référence » dans le domaine de la mode. Le nom de son blog, The Cherry Blossom Girl, vient du titre de la chanson Cherry Blossom Girl du groupe français Air (groupe). 
Son style est plutôt romantique, vintage et féminin avec des couleurs pastel, des broderies, et des imprimés de fleurs. C'est un mélange entre le style de Marie Antoinette, l'époque victorienne, les années 1960 et 1970, et nos jours. 
Le 24 juillet 2010, elle épouse Emmanuel Jalenques, gérant de la société Interlab.

## Carrière
Alix est diplômée d'une école de stylisme, l'ESMOD, spécialisation haute couture. Elle a travaillé chez Alexander McQueen puis chez Chloé, avant de créer son blog en février 2007, passant ainsi de styliste à blogueuse. 
Elle crée en 2008 une collection de vêtement « by Alix » uniquement mis en vente sur la boutique en ligne Atelier de la Mode.
En 2012, elle s'associe à la marque de lingerie Etam pour créer une collection de sous-vêtements inspirée par trois héroïnes de cinéma : Gilda, Miranda du film Picnic at Hanging Rock et Lux de The Virgin Suicides.
En septembre 2013, la collection de maquillage et d'accessoires créée par Alix en exclusivité pour les Galeries Lafayette est commercialisée. Cette collection a été inspirée par des figures emblématiques des années 1950 à 70 comme Anna Karina ou Brigitte Bardot….
Son blog Cherry Blossom Girl lui permettrait de toucher un salaire conséquent selon le Nouvelobs,.